# آنا روگوفسکا
آنا روگوفسکا (لهستانی: Anna Rogowska؛ زادهٔ ۲۱ مهٔ ۱۹۸۱) ورزشکار پرش با نیزه اهل لهستان است.
وی در مسابقات کشوری و بین‌المللی در مجموع برندهٔ ۳ مدال طلا، ۳ مدال نقره، ۴ مدال برنز شده‌است.